# Klaus Krippendorff
Klaus Herbert Krippendorff (* 21. März 1932 in Frankfurt am Main; † 10. Oktober 2022) war ein deutsch-amerikanischer Kommunikationswissenschaftler, Designtheoretiker und Kybernetiker zweiter Ordnung, der Professor an der Annenberg School for Communication an der University of Pennsylvania in Philadelphia war. Krippendorf studierte an der Hochschule für Gestaltung Ulm und übersiedelte 1961 in die Vereinigten Staaten.

## Leben
Krippendorff erzählte selbst, dass er durch den Zweiten Weltkrieg und seine Flucht aus Ostdeutschland kein reguläres Abitur machen konnte. Krippendorf studierte zunächst an der Staatlichen Ingenieurschule Hannover, einer Vorgängerinstitution der heutigen Hochschule Hannover. Erst mit dem 1954 erworbenen Abschluss erhielt er dann auch die allgemeine Hochschulreife. Danach arbeitete er einige Jahre bei einer Beraterfirma in Düsseldorf.
Nach seiner Flucht aus der DDR war Krippendorf auch in der Wandervogel-Bewegung aktiv. Dort erzählte ihm eine Freundin, die an der neu gegründeten Hochschule für Gestaltung Ulm (HfG) studierte, begeistert von ihrem Studium. Krippendorff, der seine Arbeit in Düsseldorf unbefriedigend fand, bewarb sich in Ulm und nahm dort 1957 das Studium auf. Nach dem einjährigen Grundstudium entschied er sich für das Fachgebiet Produktform. In der Rückschau hielt Krippendorff Bruce Archer für die einflussreichste Person in seiner Zeit an der HfG. Seine praktische Abschlussarbeit war der Entwurf eines Graders, für den er 1961 vom Bundesverband der Deutschen Industrie ausgezeichnet wurde. Bei seiner theoretischen Diplomarbeit Über den Zeichen- und Symbolcharakter von Gegenständen: Versuch zu einer Zeichentheorie für die Programmierung von Produktformen in sozialen Kommunikationsstrukturen wurde er von Horst Rittel betreut. Nach dem Abschluss wollte er in den USA weiterstudieren, da ihn die Themen Kybernetik, Informationstheorie und Systemtheorie interessierten und seine Vorbilder dort tätig waren. Als wissenschaftlicher Mitarbeiter war er vorher aber noch ein Jahr an der HfG-Forschungsstelle für optische Wahrnehmung unter M. W. Bud Perrine tätig.
Unter anderem mit dem Fulbright-Programm kam er 1961 zunächst nach Princeton. Im dortigen Fachbereich für Psychologie fühlte er sich allerdings nicht wohl. Auf der Suche nach einer besseren Umgebung wurde ihm schließlich die University of Illinois at Urbana-Champaign empfohlen. Dort arbeitete er im interdisziplinär ausgerichteten Bereich für Kommunikationsforschung und schloss die Arbeit 1967 mit seiner Dissertation ab. Schon vorher, im Jahr 1964, war er von George Gerbner an die Annenberg School for Communication in Philadelphia eingeladen worden, um dort das Fach Kommunikation auszubauen. Dort war er ab 1966 zunächst als Assistant Professor, 1970–80 als Associate Professor und schließlich als regulärer Professor für Kommunikation tätig. 2000 bis 2003 hatte er zudem die Gregory-Bateson-Professur für Kybernetik, Sprache und Kultur in der University of Pennsylvania inne. Ab 2010 war Krippendorff emeritiert. Im Laufe seiner Karriere war er außerdem Gastprofessor an mehreren Universitäten in den USA und weltweit.
Krippendorff starb am 10. Oktober 2022 im Alter von 90 Jahren.

## Werk
In seiner Arbeit beschäftigte Krippendorf sich mit den Themenfeldern Sozialkonstruktivismus, Kybernetik der zweiten Ordnung, Inhaltsanalyse und Designtheorie. In den 1980er-Jahren entwickelte er gemeinsam mit Reinhart Butter die Theorie der sogenannten Produktsemantik (englisch product semantics), einen Ansatz in der Produktsprache.  In Krippendorffs Buch Die semantische Wende (2006/2013) sieht Julia-Constance Dissel die Fortführung der Bemühungen zur Produktsemantik und zu einer neuen Designtheorie.

## Publikationen (Auswahl)
- An Examination of Content Analysis : A Proposal for a Framework and an Information Calculus for Message Analytic Situations. University of Illinois, Urbana 1967 (upenn.edu).
- Content analysis : an introduction to its methodology. Sage, Beverly Hills 1980.
- Information theory : structural models for qualitative data. Sage, Newbury Park 1986.
- The semantic turn : a new foundation for design. CRC, Taylor & Francis, Boca Raton 2006.
  - deutsche Übersetzung: Die semantische Wende : Eine neue Grundlage für Design. Birkhäuser, Basel 2013.
- mit  Mary Angela Bock: The content analysis reader. Sage, Los Angeles 2009.
- Fernando Bermejo (Hrsg.): On communicating : otherness, meaning, and information. Routledge, New York 2009.